# Rudenia
Rudenia is een geslacht van vlinders van de familie bladrollers (Tortricidae).

## Soorten
- R. immanis Razowski, 1994
- R. leguminana (Busck, 1907)
- R. nigrans Razowski, 1985
- R. paupercula Razowski, 1985